# ボラマ地区
ボラマ地区 (Borama District, ソマリ語: Degmada Boorama) はソマリランドのアウダル地域にある4つの地区の一つ。アウダル地域の行政中心都市ボラマがある。ボラマ地区の知事はボラマ市長が兼ねる。

## 人口動態
ソマリランドの主な住民はソマリ人で、イサック氏族が中心であるが、ボラマがあるアウダル地域はイサックとは別の氏族ディルのガダブルシ支族が主流である。ガダブルシ支族の居住地とアウダル地域はほぼ一致している。そのため、アウダル地域の行政はほぼガダブルシ支族の意向で動かされている。そのガダブルシ支族はいくつかの支々族に分かれている。主には3つの支々族に分かれており、その社会制度はソマリア独立前から変わっておらず、ソマリア内戦やソマリランド独立にも大きく影響されず、公共の安全に大きくかかわっている。
ガダブルシ支族以外にも、同じくディルの支族でありゼイラ地域に主に住むイッサ支族もいる。

## 知事（市長）
- Ibraahim Maggan[8]
- Cabdiraxmaan Sh.Cumar 2002[8]
- Cabdiraxmaan Shide Bille 2006[8]
- Saleebaan Xasan Xadi 2012[8]
- Maxamed Xuseen Maydhane 2015[8]
- Saleebaan Xasan Xadi 2018[8]
- Maxamad Baradhe 2021[9]

## 歴史
2002年12月、ソマリランドで初の地方選挙となった2002年ソマリランド地方選挙でアブディラフマン・シェイク・オマルが市長に選ばれた。
2003年2月、ボラマ地区評議会は、アウダル政府が議長選挙に干渉したとして非難。
2005年1月、ボラマに精神病院が開設された。
2006年、アブディラフマン・シデ・ビレが市長となった。
2010年7月末、ソマリランド政府はボラマに軍隊を送り、少なくとも5人を逮捕した。アウダル地域知事が辞任。
2012年12月、サレバン・ハッサン・ハディが市長になった。
2014年1月、市長と副市長の対立が報道される。
2014年12月、ソマリランド副大統領のアブディラフマン・サイリチは、数週間前にボラマの評議員の逮捕で緊張が高まったアウダル地域のボラマを訪問した。
2015年6月、ボラマ市長のサレバン・ハッサン・ハディが不信任決議で解任された。7月、マハメド・フセイン・マイダネが市長に選ばれた。
2017年3月、ボラマ市長が賄賂を受け取ったとして議会で解任動議を出された。
2018年9月、ボラマ市長のマハメド・フセイン・マイダネが汚職で非難を受け辞任。後任の市長には前市長のサレバン・ハッサン・ハディが再選された。
2019年5月、ソマリランドの内務・保険・教育大臣がボラマを訪問し、市議会で会談。
2019年9月、ソマリランド警察は、アウダル地域東部のディラで発生した暴動に関連してボラマの議員3名を逮捕。
2019年10月、ボラマで地方自治体会議が開催。
2020年4月、ゴミの廃棄方法が原因で、住民に健康被害が出たり、ごみを拾う貧しい人が医療性廃棄物で事故に合うなどのトラブルが生じていると報じられた。
2020年9月、ボラマ郊外でソマリランド軍と武装勢力が衝突し、兵士1名が死亡。
2021年3月、アウダル知事がボラマ開発会議を開催し、地域行政、大学、関連企業、清掃会社の関係者などが出席。ボラマ空港の再開についても議論された。
2021年6月、予定されていたボラマ地区の市長選挙が延期された。7月にMaxamad Baradheが市長となった。

## 著名人物
- アブディ・ハッサン・ブニ（英語版） ソマリア共和国の初代副首相。